# Niccolò Tornabuoni

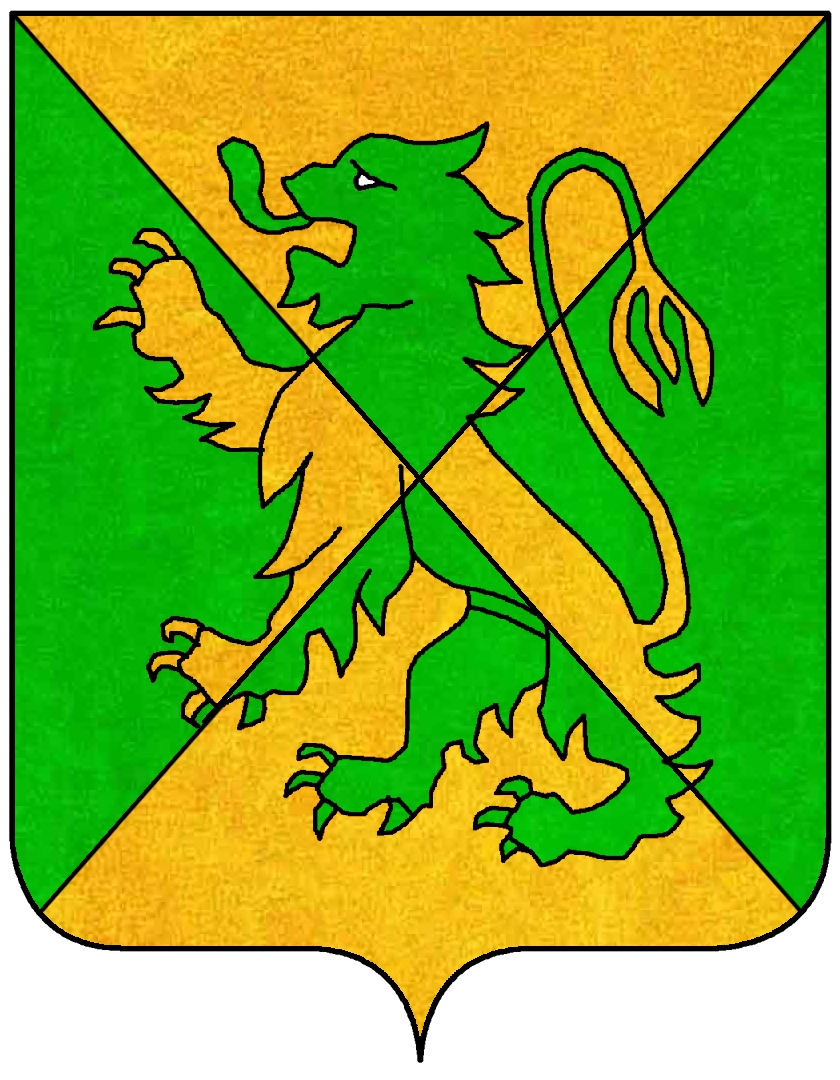
Stemma dei Tornabuoni

Niccolò Tornabuoni (Firenze, 1533 – Sansepolcro, 13 aprile 1598) è stato un vescovo cattolico italiano.

## Biografia
Nato a Firenze dalla nobile famiglia Tornabuoni, figlio di Donato (1505-1587), figura di relativa importanza nella politica toscana del secolo, e di Lucrezia Valori, Niccolò è avviato alla carriera ecclesiastica. 
Il 29 maggio 1560 è eletto vescovo di Sansepolcro, succedendo così al fratello Filippo: il suo episcopato conferma la salda presenza dei Tornabuoni nella diocesi toscana durante il XVI secolo: fra i cinque vescovi regnanti fra il 1522 e il 1598, quattro furono Tornabuoni. 
Si dice sia stato lui a introdurre, nel 1570, il tabacco in Toscana.

### Vescovo di Sansepolcro
Il Tornabuoni trascorre il suo intero episcopato nella sede altotiberina di Sansepolcro, dove rimane per ben 38 anni, visitando più volte il territorio della diocesi, che si estende sull'Appennino tra Toscana e Romagna, e applicando alla vita diocesana i dettami del Concilio di Trento.
Rientrano nell'azione di rinnovamento conciliare della diocesi le nuove costituzioni per i mansionari della cattedrale promulgate il 13 dicembre 1566, l'erezione della collegiata di Pieve Santo Stefano il 12 maggio 1569 e la promulgazione di nuove costituzioni per il capitolo della cattedrale.
Sul piano della vita religiosa dei laici interviene più volte a regolamentare le confraternite. Nel 1564 promuove la fondazione della Compagnia della Visitazione, i cui membri fanno visita ai carcerati. Nel 1565 approva la fondazione della Compagnia del Volto Santo.
Nella relazione ad limina del 1595 fa riferimento all'insegnamento della dottrina ai fanciulli nei giorni festivi e all'applicazione dei decreti del Concilio di Trento, alla celebrazione del sinodo e alla visita a tutta la diocesi. Scrive che è difficile istituire un seminario vero secondo quanto disposto dal Concilio, «propter dięcesis angustiam et ecclesiarum tenuitatem», per cui paga un maestro di grammatica e uno di canto con uno stipendio onesto per istruire i chierici che servono nelle chiese.
Gli ultimi cinque anni di episcopato sono caratterizzati da una minore attività, a motivo dell'età avanzata. Muore a Sansepolcro il 13 aprile 1598, largamente rimpianto dalla cittadinanza: il comune decreta il lutto cittadino, con la chiusura dei negozi fino a esequie avvenute e per il funerale fa distribuire luminarie allevarie confraternite.

#### Visite pastorali e sinodi diocesani
Due gli strumenti privilegiati dal Tornabuoni per la riforma della diocesi: la visita pastorale e il sinodo diocesano.
Il vescovo compie ben 10 visite pastorali, negli anni 1563, 1566, 1568, 1571, 1573, 1574, 1576, 1582, 1584 e 1593.
Quattro i sinodi diocesani convocati e presieduti dal Tornabuoni: nel 1574, nel 1578, nel 1583 e nel 1590.

#### La memoria
Il comune di San Giustino ha intitolato al nome di Niccolò  Tornabuoni una delle principali vie del capoluogo, a ricordo del fatto che fu proprio il vescovo di Sansepolcro a promuovere la coltivazione del tabacco a Cospaia, il cui territorio è stato diviso nel 1826 tra i comuni di San Giustino, al quale passò il paese di Cospaia, e Sansepolcro, a cui fu attribuita buona parte del territorio di pianura verso il Tevere.